# Francisco Alfonsín
Francisco Alfonsin (Spagna, ...) è un attore e sceneggiatore spagnolo. È l'attore feticcio del regista Iván Noel, con il quale ha lavorato in ben tre film.

## Filmografia

### Attore
- En tu ausencia (2008)
- Brecha (2009)
- ¡Primaria! (2010)
- Hispania, la leyenda, negli episodi "Paz romana" (2012) e "La leyenda" (2012)

### Sceneggiatore
- Brecha (2009)
- ¡Primaria! (2010)